# Е Фэй
E Фэй (кит. трад. 葉飛, упр. 叶飞, пиньинь Yè Fēi, 7 мая 1914  — 18 апреля 1999) — китайский генерал и политик КНР. Генерал-полковник (27.09.1955).
Член КПК с марта 1932 года, член ЦК КПК 11 созыва (кандидат 8 созыва).
Депутат ВСНП 1 (от пров. Фуцзянь), 5—7 (от НОАК) созывов.

## Биография
Родился в семье китайца и филиппинки. Его отец, торговец из пров. Фуцзянь, переехал на Филиппины в 1900 году. Чтобы жениться на матери Е Фэя ему пришлось стать католиком.
С 1928 года член комсомола в подполье, член КПК с марта 1932 года.
Во время Японо-китайской войны 1937-45 партизанил.
В 1954-67 годах член Нацсовета обороны.
С введением воинских званий в НОАК ему было присвоено звание генерал-полковника (27.09.1955).
В 1954-58 годах губернатор и в 1959-63 годах вице-губернатор, одновременно в 1955-58 годах секретарь и в 1958-67 годах первый секретарь парткома пров. Фуцзянь.
Затем командующий Фучжоуским ВО и его политкомиссар.
В 1975-79 годах министр транспорта КНР.
В 1979-80 годах политкомиссар и в 1980-82 годах командующий ВМС НОАК.
В 1983-88 годах председатель Комитета ВСНП по делам хуацяо.